# ATP Challenger Augsburg
Das ATP Challenger Augsburg (offizieller Name: Schwaben Open) ist ein Tennisturnier in Augsburg, das 2019 zum ersten Mal ausgetragen wurde. Es ist Teil der ATP Challenger Tour und wird im Freien auf Sand ausgetragen.

## Liste der Sieger

### Einzel
| Jahr                         | Sieger           | Finalgegner        | Ergebnis              |
| ---------------------------- | ---------------- | ------------------ | --------------------- |
| 2025                         |                  |                    | Austragung ab 18.8.25 |
| 2024                         | Timofei Skatow   | Elmer Møller       | 3:6, 7:5, 6:3         |
| 2023                         | Carlos Taberner  | Oriol Roca Batalla | 6:4, 6:4              |
| 2020–2022: nicht ausgetragen |                  |                    |                       |
| 2019                         | Yannick Hanfmann | Emil Ruusuvuori    | 2:6, 6:4, 7:5         |

### Doppel
| Jahr                         | Sieger                             | Finalgegner                                        | Ergebnis              |
| ---------------------------- | ---------------------------------- | -------------------------------------------------- | --------------------- |
| 2025                         |                                    |                                                    | Austragung ab 18.8.25 |
| 2024                         | Jakob Schnaitter Mark Wallner      | David Pichler Michael Vrbenský                     | 3:6, 6:2, [10:8]      |
| 2023                         | Constantin Frantzen Hendrik Jebens | Constantin Bittoun Kouzmine Wolodymyr Uschylowskyj | 6:2, 6:2              |
| 2020–2022: nicht ausgetragen |                                    |                                                    |                       |
| 2019                         | Andrej Wassileuski Igor Zelenay    | Ivan Sabanov Matej Sabanov                         | 4:6, 6:4, [10:3]      |